# 宗延寺 (杉並区)
宗延寺（そうえんじ）は、東京都杉並区堀ノ内三丁目にある日蓮宗の寺院。山号は報新山。祖師像は江戸十大祖師の一つ読経の祖師。通師堀之内法縁。境内には稲葉正休、馬場穀里、足立渓隣等の墓がある。

## 歴史
天正年間（1573年-）、相模国小田原城下の報新宗延が居宅を寺に改め開創。天正19年（1591年）、2世日俒が下谷車坂（現在の台東区東上野）に寺地を賜り移転、江戸時代中期には身延山久遠寺末触頭として、善立寺 (足立区)、瑞輪寺と並ぶ江戸三大触頭の一つに数えられ、塔頭5坊を擁していた。明治初めに伽藍を焼失したが、大正8年（1919年）区画整理にともない現在地に移転、そのとき客殿に当時の今上天皇（大正天皇）の御産殿を移築した。
社宝：「最後の虎徹」と呼ばれる初代虎徹の脇指。稲葉正休が江戸城内で大老・堀田正俊を刺殺したものと伝わる。

## 境内
- 本堂
- 客

## 交通
- 地下鉄丸ノ内線新高円寺駅・東高円寺駅より徒歩10分。方南町駅より徒歩15分
- 宿91系統(新宿駅西口～新代田駅)(都営バス))渋66系統(渋谷駅～阿佐ケ谷駅)(都営パス・京王バス)高46系統(杏林大学杉並病院～高円寺駅南口)(京王バス)「堀ノ内」バス停下車

## 参考資料
- 日蓮宗寺院大鑑編集委員会『宗祖第七百遠忌記念出版 日蓮宗寺院大鑑』大本山池上本門寺 (1981年)